# チュン常在

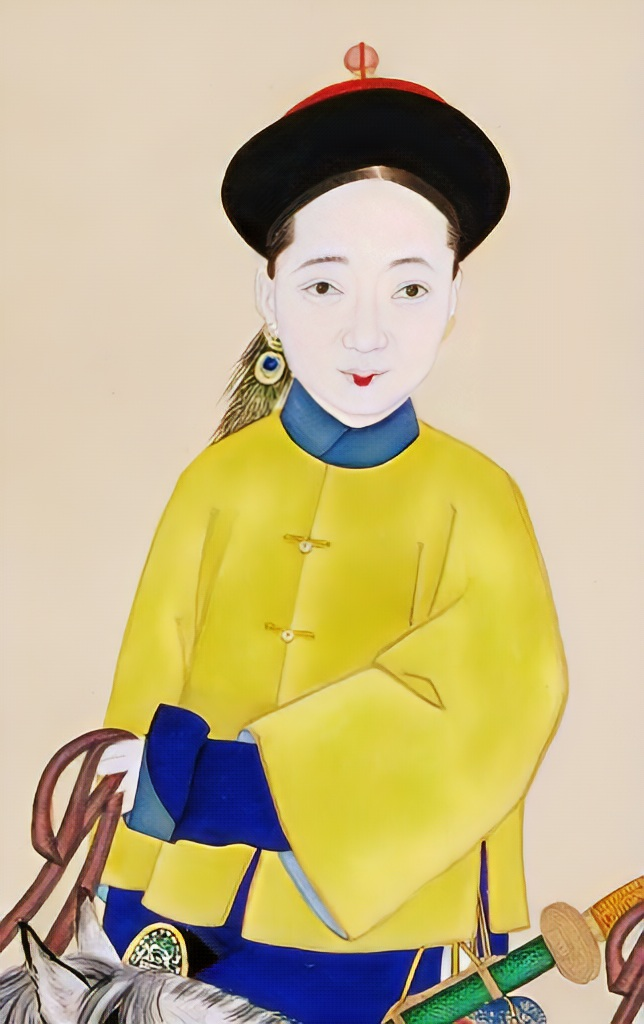
春貴人

瑃常在（ちゅんじょうざい、？ - 咸豊9年（1859年）1月4日）は咸豊帝の妃嬪。明安氏（または暝諳氏）出身で、満洲旗人である。

## 生涯
咸豊2年（1852年）、彼女は「春貴人」に封じられた。同年4月から5月にかけて、貞嬪・英嬪・蘭貴人・麗貴人・春貴人・婉常在の6名が、順次、咸豊帝が滞在していた円明園に入った。5月11日には、春貴人と婉常在のもとに、それぞれ新しく4名の宮女が配属された。
5月12日、春貴人と婉常在は円明園に正式に入園。その後、春貴人・婉常在・雲嬪の3人は承乾宮で共同生活を送った。
同年、咸豊帝が皇后および後宮の主だった妃嬪に「福」「寿」の文字や対句の書を贈った際、春貴人の名は贈呈先の一覧に見当たらなかった
。
咸豊3年（1853年）9月2日、春貴人は何らかの理由で降格され、「春常在」となり、英嬪の位も雲嬪の下に位置変更された。さらに翌日3日には、春常在は「明常在」と改名され、英嬪も「伊貴人」に降格された。
同年10月、明常在は宮女・素娟と安祿を訊問し、「青金石のボタン一組、金の腕輪一対、金の髪飾り一つ」の所在を追及した。調査の結果、宦官王立華が7月2日に「見本にする」と偽り、腕輪と髪飾りを持ち出したことが発覚したが、その後物品は返還されなかった。
総管太監呂泰らによれば、王立華は10月4日に逃走したものの、歩軍統領衙門により逮捕された。
供述によると、王立華は借金の返済に困り、「主子（明常在）が玉の腕輪や髪飾りを買いたがっていた」ことを思い出し、「見本にする」として宮女から金の品を取り上げ、質屋に入れて220吊銭を得たという。主子に追及された際は「まだ取り戻していない」と言い逃れた。
9月末に質屋から金の品を取り戻したが、金の腕輪は天利銀号に売却して62両、髪飾りは広升銀号に売って40両を得た。再び主子に追及されたときに言い逃れができず、逃亡を図った
。
咸豊5年（1855年）、明常在は景仁宮に居を移され、2月24日に「暝諳答応」へ降格された。一方、伊貴人も「伊常在」に降格された。
「暝諳（めいあん）」とは満洲語で「千」を意味する単語「minggan」の音訳であり、彼女の姓でもある。
暝諳答応の配下の宮女の数は「答応」の例に従って割り当てられたが、彼女に与えられる生活物資（「宮分」）は常在と同様の規定で支給された。
咸豊6年（1856年）5月25日、暝諳答応は再び昇格されて「瑃常在」となり、伊答応も「玶常在」に昇格された。
咸豊9年（1859年）1月4日、瑃常在は死去。正月15日には彩棺が仮安置され、同治4年（1865年）9月25日には、妃園寝に正式に埋葬された。